# Березовка (Краснокутский район)
Березовка (укр. Березівка), село, 
Рябоконевский сельский совет,
Краснокутский район,
Харьковская область.
Код КОАТУУ — 6323586202. Население по переписи 2001 года составляет 64 (26/38 м/ж) человека.

## Географическое положение
Село Березовка находится на берегу реки Ковалевка, которая через 1 км впадает в реки Мерла. Выше по течению примыкает село Ковалевка.
К селу примыкают большие лесные массивы.

## История
- 1650 — дата основания.